# Kasteel van Bourgon
Het Kasteel van Bourgon (Frans: Château de Bourgon) is een kasteel dat zich bevindt in de gemeente Montsûrs, op de weg van Montourtier naar Belgeard, in het departement Mayenne in de regio Pays de la Loire.
Het is een kasteel uit de 15e eeuw. In 600 jaar werd het kasteel slechts twee keer verkocht. Het heeft in de 15e eeuw tot Montmorency behoord. De hoofdzaal en de trap zijn uit de 15e eeuw, met een constructie van stenen. De andere stukken werden later weer toegevoegd en beschikt over opmerkelijk houtwerk uit de 18e eeuw. Het kasteel bevat zeer bijzondere stukken: een bibliotheek voorziet in boeken van enkele honderdtallen jaren, een archiefkamer waar de archieven van het kasteel worden behouden, de zeer bijzondere kamer geheten "het blauwe kabinet" van de markies van Sablé, echtgenoor van Urbain de Laval, een kapel die dateert uit 1528, en een brug die de oude slotgracht overspant.
Het kasteel werd in 2004 door de heer en mevrouw Ducatillon afgekocht, een paar afkomstig uit het noorden van Frankrijk.